# 아서스: 리치왕의 탄생
아서스: 리치 왕의 탄생은 미국 출시판인 Arthas: Rise of the Lich King의 번역본으로 스타크래프트와 워크래프트 소설 등을 집필한 크리스티 골든이 집필한 판타지 소설이다. 줄거리는 주인공 아서스 메네실이 9살일 때 스톰윈드가 무너지는 소식을 통보받는 것으로 시작하며 아서스가 워크래프트 III: 프로즌 쓰론의 결말이기도 한 넬쥴과 합체되는 장면으로 끝나게 된다.
책에는 워크래프트 III: 레인 오브 카오스의 휴먼 캠페인과 워크래프트 III: 프로즌 쓰론의 스콜지 캠페인에 등장했던 스토리를 아서스의 관점으로 집필하고, 아서스 메네실과 제이나 프라우드무어, 또한 켈타스 선스트라이더와의 삼각관계나 그 외의 여러 가지 아서스의 인간적인 면 등, 게임 스토리 상에 나오지 않았던 부분 등을 집필하면서 리치 왕이 된 아서스가 악인이 아니였던 시절을 해설하고 있으며, 그가 어떻게 악인이 되었는가의 과정을 잘 집필하였다. 워크래프트 III: 레인 오브 카오스나 워크래프트 III: 프로즌 쓰론의 캠페인을 플레이 할 때보다 더 새로운 느낌을 받을 수 있다.

## 목차
- 1부 모든 것을 가진 소년
  - 시작하는 이야기: 꿈
  - 제1장
  - 제2장
  - 제3장
  - 제4장
  - 제5장

- 2부 눈부신 여인
  - 그 사이의 이야기
  - 제6장
  - 제7장
  - 제8장
  - 제9장
  - 제10장
  - 제11장
  - 제12장
  - 제13장
  - 제14장
  - 제15장
  - 제16장

- 3부 어둠의 여왕
  - 제17장
  - 제18장
  - 제19장
  - 제20장
  - 제21장
  - 제22장
  - 제23장
  - 제24장
  - 마치는 이야기: 리치 왕

## 줄거리
아래의 줄거리는 이해를 위한 간단한 줄거리 요약이다.
테러너스 2세의 외아들이자 로데론 왕국의 후계자인 왕자 아서스 메네실이 발니르 농장에서 평민이였던 자림 발니르와 놀다가 몇 년 후에 자신의 탄생과정을 관찰하는 것으로 시작한다. 그 때, 스톰윈드가 함락되고 스톰윈드의 왕자 바리안 린(월드 오브 워크래프트: 리치 왕의 분노에서 바리안 왕으로 등장)이 로데론으로 피난을 오고 인간 연합이 승리하며 전쟁이 끝난다.
그리고 그 당시 카즈 모단 대륙의 임금인 마그니 브론즈비어드의 큰동생 무라딘 브론즈비어드와 만나서 그에게 무술을 배우고, 쿨 티라스의 수장인 델린 프라우드무어의 딸인 제이나 프라우드무어를 연인으로 두고 쿠엘탈라스 대륙의 왕인 아나스타리안 선스트라이더의 아들인 켈타스 선스트라이더와 경쟁을 하고, 성인이 되어 은빛 성기사단에 입대한다. 아서스는 로데론에 퍼진 언데드 저주를 조사하며 생기는 들끓는 분노로 그의 본성은 점점 타락해져가며, 저주의 원인인 언데드 스콜지의 말가니스를 쫓는다. 아서스는 저주가 퍼지고 있는 로데론의 대도시인 스트라솔름을 파괴해야한다고 주장하면서, 은빛 성기사단의 단장인 우서와 뜻을 달리하게 되어 우서는 그의 태도에 실망하여 떠나고, 제이나도 그의 곁을 떠난다. 결국 저주가 퍼진 스트라솔름을 자신의 손으로 파괴하고, 저주를 받고 언데드가 된 백성들을 말살시킨다.
달아난 말가니스를 추격하기 위해 아서스는 노스렌드 대륙으로 향하고 우연히 만난 무라딘로부터 예로부터 노스렌드에 서리한이라는 칼이 있다는 소문을 듣고 결국 찾아내 무라딘을 희생시키며 서리한을 손에 넣는다. 말가니스를 죽이는데 성공하지만, 결국 메이는 타락하고 아버지를 죽이며 자신의 고향을 짓밟는다. 책의 마지막 부분에서 네쥴의 영혼이 갇혀있는 얼음을 서리한으로 내려쳐 산산조각 내고, 넬쥴의 영혼이 깃든 투구를 씀으로서 타락한 아서스는 그의 영혼과 공존하며 제 2대 리치 왕이 된다.
그리고 자신의 정신세계에서 마지막 남은 인간성인 마시어스 레넷(Matthias Lehner. 아서스 메네실(Arthas Menethil)의 아나그램)과 네쥴을 서리한으로 베고, 정수를 획득함으로써 진정한 리치왕이 된다.

## 같이 보기
- 월드 오브 워크래프트: 리치 왕의 분노
- 월드 오브 워크래프트: 리치 왕의 부활
- 워크래프트 III: 레인 오브 카오스
- 워크래프트 III: 프로즌 쓰론